# Johannes Cottistis
Johannes Cottistis († 537 in Dara-Anastasiopolis) war ein spätantiker Usurpator und Rebell gegen den oströmischen Kaiser Justinian.

## Zeitgeschichtlicher Hintergrund
Der Ort Dara in Mesopotamien war ab 505 von Kaiser Anastasius als Festung gegen die nahe sassanidische Grenzstadt Nisibis massiv ausgebaut und nach der Schlacht bei Dara (530) durch Justinian weiter verstärkt worden. Die Stadt nahm seither eine Schlüsselstellung in der oströmischen Verteidigung gegen die Perser ein und blieb in der Folgezeit zwischen beiden Großmächten heftig umstritten. Obwohl ein Teil der kaiserlichen Soldaten nach 532 zunächst abgezogen worden war, befand sich in Dara 537 immer noch eine der größten Truppenkonzentrationen des römischen Orients.

## Rebellion
Im Jahr 537, während Belisar, der magister militum per Orientem, wegen des Gotenkrieges abwesend war, riss der Infanterieoffizier Johannes Cottistis, über den sonst nichts weiter bekannt ist, in Dara die Macht an sich und wurde von den Truppen zum Kaiser ausgerufen. Er fand laut Prokop jedoch nur wenig Unterstützung in der Bevölkerung. Der von den Persern, mit denen zu dieser Zeit Frieden herrschte, offenbar unbeachtet gebliebene Aufstand wurde nach nur vier Tagen von loyal gebliebenen kaiserlichen Truppen unter Führung des Anastasius, eines angesehenen Bürgers der Stadt, und des Bischofs Mamas niedergeschlagen.
Der anonyme Fortsetzer der Chronik des Marcellinus Comes bemerkt zu den Vorgängen nur lapidar: In Oriente quoque Ioannes Cottistis, arripiens tyrannidem, antequam adversi aliquid temptaret, Daras extinctus est. Prokopios ist etwas ausführlicher: Der Usurpator (Tyrannos) Johannes sei ohnehin nur von einem kleinen Teil der Soldaten unterstützt worden, habe sich in einem Palast verschanzt und sei dann im Handstreich überwältigt worden. Den Palast habe man niedergebrannt, Johannes sei zunächst inhaftiert, dann aber von einem einzelnen Soldaten im Kerker erschlagen worden.
Das rasche Zusammenbrechen der Usurpation war offenbar vor allem der mangelnden Unterstützung des Rebellen durch viele Soldaten, den Bischof der Stadt und die lokale Oberschicht geschuldet. Der Verlauf der Episode ist ein Zeichen dafür, dass Justinian nach den Erfolgen der zurückliegenden Jahre allgemein so großes Prestige genoss, dass selbst eine potentiell bedrohliche Erhebung wie die des Johannes in kürzester Zeit in sich zusammenbrach.